# Jon Pertwee
Jon Pertwee, rodným jménem John Devon Roland Pertwee (7. července 1919 – 20. května 1996) byl britský herec. Mezi jeho nejvýznamnější role patřila role třetího Doktora v britském kultovním seriálu Doctor Who.

## Mládí
Pocházel z herecké rodiny. Jeho otcem byl Roland Pertwee a bratrancem Bill Pertwee. Jeho dětství ovšem nebylo tak bezproblémové. Manželství jeho rodičů se rozpadlo a oba rodiče si našli nové partnery. S novým partnerem jeho matky si Jon nikdy příliš nerozuměl. Toto také zapříčinilo Jonovo časté stěhování a tím pádem velmi mnoho navštívených škol, uveďme třeba Frensham Heights School nebo Sherborne School v Sherborne. Když úspěšně dokončil základní studium, tak si vybral hereckou školu Royal Academy of Dramatic Art.

## Smrt
Jon Pertwee zemřel ve spánku na infarkt v Connecticutu 20. května 1996 ve věku 76 let. Jeho zástupce v roli Pána Času Tom Baker vzdal slovy: „Je mi líto, že jsem se dozvěděl tuto zprávu. Byl jsem velkým obdivovatelem tak stylového herce.“ Colin Baker, další z jeho zástupců v roli doktora, řekl: „Nemůžu uvěřit, že odešel – je to velký šok. Ze všech interpretací doktora byl nejpřímější, pokud jde o vyhýbání se komedie.“
Jeho smrt přišla o šest dní po americkém odvysílání televizního filmu Doctor Who, který ve svém otevření použil logo vycházející z doby jeho éry televizního seriálu. Vysílání filmu BBC dne 27. května 1996 obsahovalo na svém konci věnování Jonu Pertwee.

## Kariéra

### Počátky
Jonova začínající kariéra byla také poněkud nešťastná, jelikož musel na námořnictva během druhé světové války. Už před odchodem na vojnu, se díky své škole dostal do dvou filmů: A Yank at Oxford a The Four Just Men. Po konci války se opět vrátil na plátno, ovšem se hlavně soustředil na rádio. Pertwee si rádio velmi oblíbil, objevoval se například v letech 1959–1977 v The Navy Lark. Ve filmech se moc neukazoval, za zmínku stojí jen role Charlie Sterling ve filmu Will Any Gentleman...?, kde si zahrál s Williamem Hartnellem, budoucím představitelem 1. Doktora v pořadu Doctor Who.

### Doctor Who
Zlom nastal, když ho v roce 1969 BBC určila jako nástupce Patricka Troughtona (2. Doktor) do role třetího Doktora. Pertwee původně požádal svého agenta, aby ho dostal do seznamu kandidátů na tuto roli a byl údajně velmi překvapen, když zjistil, že postoupil a dostal se tedy do užšího seznamu. Nakonec vyhrál Ron Moody, jelikož ten nakonec nechtěl, na místo něj roli obsadil Jon Pertwee. Třetí Doktor, jak už to tak většinou bývá, byl velmi odlišný od své předchozí inkarnace. Ne nadarmo dostal přezdívku Švihák. Nosíval pečlivě natupírované vlasy, a stylově vybrané obleky. Ačkoliv je třetí Doktor vizuálně i věkově na hony vzdálen moderním Doktorům, svými dovednosti na poli bojových umění by je strčil do kapsy. K jeho zálibám patřilo řízení jakýchkoliv motorových vozidel a vyrábění všemožných elektrických přístrojů. Byl také jako první Doktor vysílán barevně. Bojoval s Dáleky, Ledovými válečníky, Siluriany, a jako vůbec první Doktor s Vládcem. Třetí Doktor se taktéž objevoval v různých speciálech společně s Patrickem Troughtonem (2. Doktor) a s Williamem Hartnellem (1. Doktor). V roce 1974 zregeneroval do neméně populárního čtvrtého Doktora v podání Toma Bakera. Posléze se objevil v roce 1983 ve speciále The Five Doctor s Peterem Davisonem, Tomem Bakerem, Patrickem Troughtonem a s Richardem Hurndallem, který nahradil Williama Hartnella, který byl už po smrti.

### Po Doctoru Who
Hraní v seriálu Doctor Who mu přineslo dobré nabídky. Například hrál v seriálu Worzel Gummidge stejnojmennou postavu neuvěřitelných 8 let až do roku 1981, kdy byl tento televizní seriál zrušen. Díky protestům zejména z jeho strany byl na pár let pořad přece jen prodloužen, než se v něm oficiálně ve speciální poslední epizodě rozloučil a oznámil, že je konec. Také se naplno vrátil k BBC Radio 4. Jonova poslední filmová role byla v roce 1994, kdy si zahrál ve filmu Cloud Cuckoo.
20. května 1996 nečekaně zemřel na infarkt. Tato šokující informace otřásla celé BBC a všechny fanoušky Doctora Who po celém světě. Své hold mu vyjádřili všichni žijící Doktoři. Tom Baker řekl: „Strašně těžko se mi poslouchá tato zpráva. Byl jsem velkým fanouškem tohoto stylového herce.“ Colin Baker zase řekl: „Byl to muž plný přítomnosti a postavení. Nemohu uvěřit tomu, že je pryč – je to pro mne obrovský šok. Ze všech inkarnací Doktora právě ta jeho byla správně přímá, pokud jde o zamezení komedie.“

## Filmografie

### Film
| Rok  | Název                                                | Role                                   | Poznámka           |
| ---- | ---------------------------------------------------- | -------------------------------------- | ------------------ |
| 1938 | A Yank at Oxford                                     | Neznámá role                           |                    |
| 1939 | The Four Just Men                                    | Rally campaigner                       |                    |
| 1948 | Trouble in the Air                                   | Truelove                               |                    |
| 1948 | A Piece of Cake                                      | Mr. Short                              |                    |
| 1948 | William Comes to Town                                | Circus Superintendent                  |                    |
| 1949 | Murder at the Windmill                               | Detective Sergeant                     | (jako Jon Pertwer) |
| 1949 | Helter Skelter                                       | Headwaiter / Charles II                |                    |
| 1949 | Dear Mr. Prohack                                     | Plover                                 |                    |
| 1949 | Miss Pilgrim's Progress                              | Postman Perkins                        |                    |
| 1950 | The Body Said No!                                    | Watchman                               |                    |
| 1951 | Mister Drake's Duck                                  | Reuben                                 |                    |
| 1953 | Will Any Gentleman...?                               | Charley Sterling                       |                    |
| 1954 | The Gay Dog                                          | A Betting Man                          |                    |
| 1955 | A Yank in Ermine                                     | Slowburn Jenks                         |                    |
| 1956 | It's a Wonderful World                               | Conductor                              |                    |
| 1959 | The Ugly Duckling                                    | Victor Jekyll                          |                    |
| 1960 | Just Joe                                             | Prendergast                            |                    |
| 1960 | Not a Hope in Hell                                   | Dan                                    |                    |
| 1961 | Nearly a Nasty Accident                              | Gen. Birkinshaw                        |                    |
| 1963 | Ladies Who Do                                        | Sidney Tait                            |                    |
| 1964 | Carry On Cleo                                        | Soothsayer                             |                    |
| 1965 | How to Undress in Public Without Undue Embarrassment | Neznámá role                           |                    |
| 1965 | You Must Be Joking!                                  | Storekeeper (Hare Factory)             |                    |
| 1966 | Carry On Cowboy                                      | Sheriff Albert Earp                    |                    |
| 1966 | I've Gotta Horse                                     | Costumier's assistant                  |                    |
| 1966 | Carry On Screaming!                                  | Doctor Fettle                          |                    |
| 1966 | A Funny Thing Happened on the Way to the Forum       | Crassus                                |                    |
| 1966 | Runaway Railway                                      | Station Master                         |                    |
| 1969 | Up in the Air                                        | Figworthy                              |                    |
| 1970 | No. 1 of the Secret Service                          | The Rev. Walter Braithwaite            |                    |
| 1970 | I Understand                                         | Neznámá role                           | Krátký             |
| 1971 | The House That Dripped Blood                         | Paul Henderson (segment 4 „The Cloak“) |                    |
| 1975 | One of Our Dinosaurs Is Missing                      | Colonel                                |                    |
| 1977 | Wombling Free                                        | Womble                                 | (zvuk)             |
| 1977 | Adventures of a Private Eye                          | Judd Blake                             |                    |
| 1978 | The Water Babies                                     | Salmon / Kraken                        | (zvuk)             |
| 1982 | The Boys in Blue                                     | Coastguard                             |                    |
| 1992 | Carry On Columbus                                    | Duke of Costa Brava                    |                    |
| 1994 | Cloud Cuckoo                                         | Grandfather                            | Krátký             |

### Televize
| Year      | Title                              | Role                                             | Notes                          |
| --------- | ---------------------------------- | ------------------------------------------------ | ------------------------------ |
| 1947      | The wandering Jew                  | Boemond, Prince of Tarentum                      | Televizní film                 |
| 1947      | Toad of Toad Hall                  | Soudce                                           | Televizní film                 |
| 1958      | Ivanhoe                            | Peter the Peddler                                | Epizoda: The Swindler          |
| 1959      | Glencannon                         | Champagne Charlie                                | Epizoda: Champagne Charlie     |
| 1963      | The Dickie Henderson Show          | Neznámá role                                     | Epizoda: The Hypnotist         |
| 1965      | A Sight Case of...                 | Neznámá role                                     | Epizoda: The Enemy Within      |
| 1965      | Mother Goose                       | The Squire                                       | Televizní film                 |
| 1966      | David Nixon's Comedy Bandbox       | Host                                             | 1 Epizoda                      |
| 1966–1967 | Jackanory                          | Storyteller                                      | 10 Epizod                      |
| 1967      | The Avengers                       | Brigadier Whitehead                              | Epizoda: From Venus with Love  |
| 1967      | Beggar My Neighbour                | Major Henley                                     | 1 Epizoda                      |
| 1970–1974 | Doctor Who                         | Doktor                                           | 128 Epizod                     |
| 1975      | The Goodies                        | Reverend Llewellyn Llewellyn Llewellyn Llewellyn | Epizoda: Wacky Wales           |
| 1977      | Four Against the Desert            | Staff                                            | Televizní film                 |
| 1979–1981 | Worzel Gummidge                    | Worzel Gummidge                                  | 31 Epizod                      |
| 1982      | The Curious Case of Santa Claus    | Dr. Merryweather                                 | Televizní film                 |
| 1982–1984 | Superted                           | Spottyman (zvuk)                                 | 13 Epizod                      |
| 1983      | Doctor Who                         | Doktor                                           | Epizoda: The Five Doctors      |
| 1984      | Deus Ex Machina                    | The Storyteller (zvuk)                           | Video hra                      |
| 1985      | Do You Know the Milkyway?          | Dr. Neuross                                      | Televizní film                 |
| 1987–1989 | Worzel Gummidge Down Under         | Worzel Gummidge                                  | 22 Epizod                      |
| 1989      | The Further Adventures of SuperTed | Spottyman (zvuk – UK version)                    | 13 Epizod                      |
| 1992      | Virtual Murder                     | Luis Silverado                                   | Epizoda: A Torch for Silverado |
| 1993      | Doctor Who: Dimensions in Time     | Doktor                                           | TV Krátký                      |
| 1993      | The Airzone Solution               | Oliver Threthewey                                | Video                          |
| 1994      | The Zero Imperative                | Dr. Jeremiah O'Kane                              | Video                          |
| 1994      | Myth Makers Vol. 7: Wendy Padbury  | Spottyman                                        | Video                          |
| 1995      | Discworld                          | Fool / Chucky / Windle Poons (zvuk)              | Video hra                      |
| 1995      | The Young Indiana Jones Chronicles | General Von Kramer                               | Epizoda: Attack of the Hawkmen |